# Bahidż Tabbara
Bahidż Tabbara, także Bahige Tabbara, Bahij Tabbarah (ur. 10 lipca 1929 w Bejrucie) – libański prawnik, wykładowca akademicki i polityk, sunnita.

## Życiorys
Studiował prawo na Uniwersytecie Św. Józefa w Bejrucie i francuskim Uniwersytecie w Grenoble, gdzie otrzymał tytuł doktora w 1954 r. Został profesorem prawa na Uniwersytecie Św. Józefa i Uniwersytecie libańskim. W 1973 r. był ministrem gospodarkii i handlu w gabinecie Amina Hafiza. Natomiast w latach 1992–1998 kierował ministerstwem sprawiedliwość w trzech kolejnych rządach, pod przywództwem Rafika Haririego. Pełnił też stanowisko sekretarza stanu ds. reformy administracji (1992-1995). Gdy Hariri powrócił do roli premiera w 2000 r., Tabbara został sekretarzem stanu w jego nowym gabinecie. W 2003 r. ponownie został ministrem sprawiedliwości. W latach 2005–2009 zasiadał w libańskim parlamencie.